# Robert Field Stockton

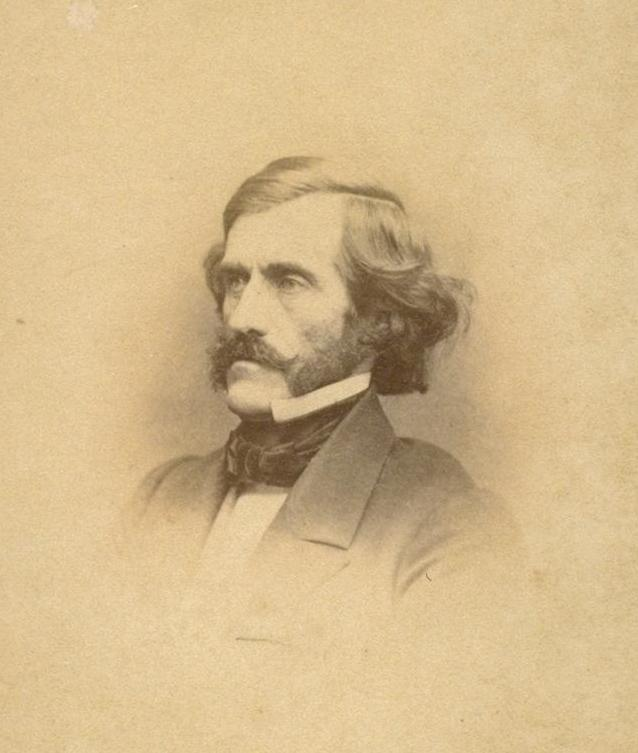
Robert Field Stockton

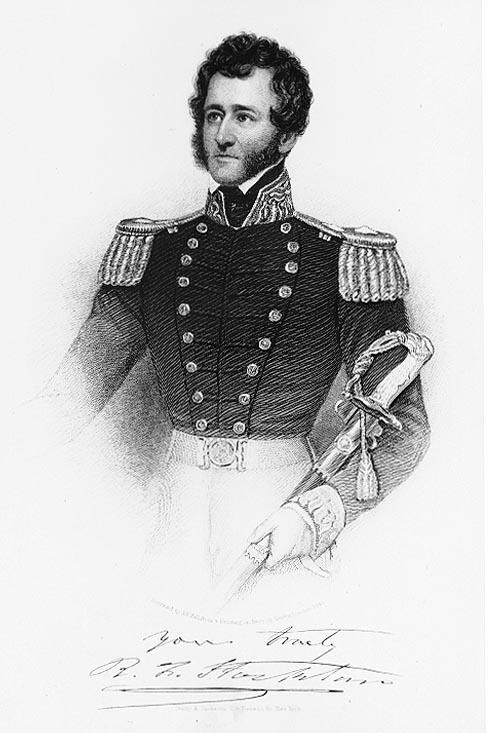
Robert Field Stockton

Robert F. Stockton (* 20. August 1795 in Princeton, New Jersey; † 7. Oktober 1866 ebenda) war ein US-amerikanischer Marineoffizier und demokratischer Senator für New Jersey. Bekannt wurde er vor allem durch seine Rolle bei der Eroberung von Kalifornien.

## Biografie
Stockton wurde in Princeton, New Jersey als Spross einer bekannten Politikerfamilie geboren. Sein Vater war der Kongressabgeordnete und Senator Richard Stockton, und sein Großvater Richard Stockton war einer der Unterzeichner der Unabhängigkeitserklärung der Vereinigten Staaten.
Der junge Stockton trat als Matrose in die Kriegsmarine ein und nahm im Alter von 16 Jahren am Krieg von 1812 teil. Nach dem Krieg wurde er Leutnant der Marine und sein Einsatzgebiet war das Mittelmeer, die Karibik und Westafrika. Er war der erste amerikanische Marineoffizier, der sich gegen den Sklavenhandel wandte und einige Sklavenschiffe aufbrachte. Er hatte großen Anteil an der Gründung des Staates Liberia, der ehemaligen Sklaven eine neue Heimat schuf.
Die späten 1820er und 1830er Jahre verbrachte er im heimatlichen New Jersey, wo er privaten Geschäften nachging. 1838 trat er dann erneut in die Marine ein. 1841 bot ihm der neue Präsident John Tyler das Amt des Marineministers an, das er aber ablehnte. In dieser Zeit setzte er sich erfolgreich für den Bau eines großen, schwer bewaffneten Dampfschiffs ein. Dieses Schiff war die von John Erickson konzipierte USS Princeton, die das erste Dampfkriegsschiff der United States Marine mit Schraubenantrieb war.
Bei Ausbruch des Mexikanisch-Amerikanischen Krieges war Stockton im Range eines Commodore Oberbefehlshaber eines Geschwaders, das im östlichen Pazifik operierte. In dieser Funktion wurde er sehr bald in Kampfhandlungen verwickelt. Mit seiner Hilfe konnte Kalifornien erobert werden. In der Folge wurde er zum Militärgouverneur des Staates Kalifornien ernannt, was zu internen Konflikten mit General Stephen W. Kearny und John Charles Fremont führte.
Im Jahr 1850 quittierte er den Militärdienst, um 1851 als Senator für New Jersey zu kandidieren. Nach seiner Wahl setzte er sich für die Abschaffung des Auspeitschens in der Marine ein. Im Januar 1853 gab er seinen Sitz im Senat auf, um Präsident der Delaware and Raritan Canal Company zu werden. Diese Position behielt er bis zu seinem Tod im Jahr 1866.
Kurz vor Ausbruch des Amerikanischen Bürgerkrieges war er Mitglied eines erfolglosen Komitees, das den Kriegsausbruch verhindern sollte. Als 1863 konföderierte Einheiten Pennsylvania bedrohten, wurde Stockton zum Befehlshaber der Miliz ernannt. Stockton starb am 7. Oktober 1866 in Princeton, New Jersey und wurde auf dem dortigen Friedhof beigesetzt.
Zu seinen Ehren benannte die Navy vier Kriegsschiffe nach ihm. Außerdem wurden das in Monrovia errichtete Fort Stockton und zahlreiche Orte und Straßen in den USA nach ihm benannt.